# Jean Batten

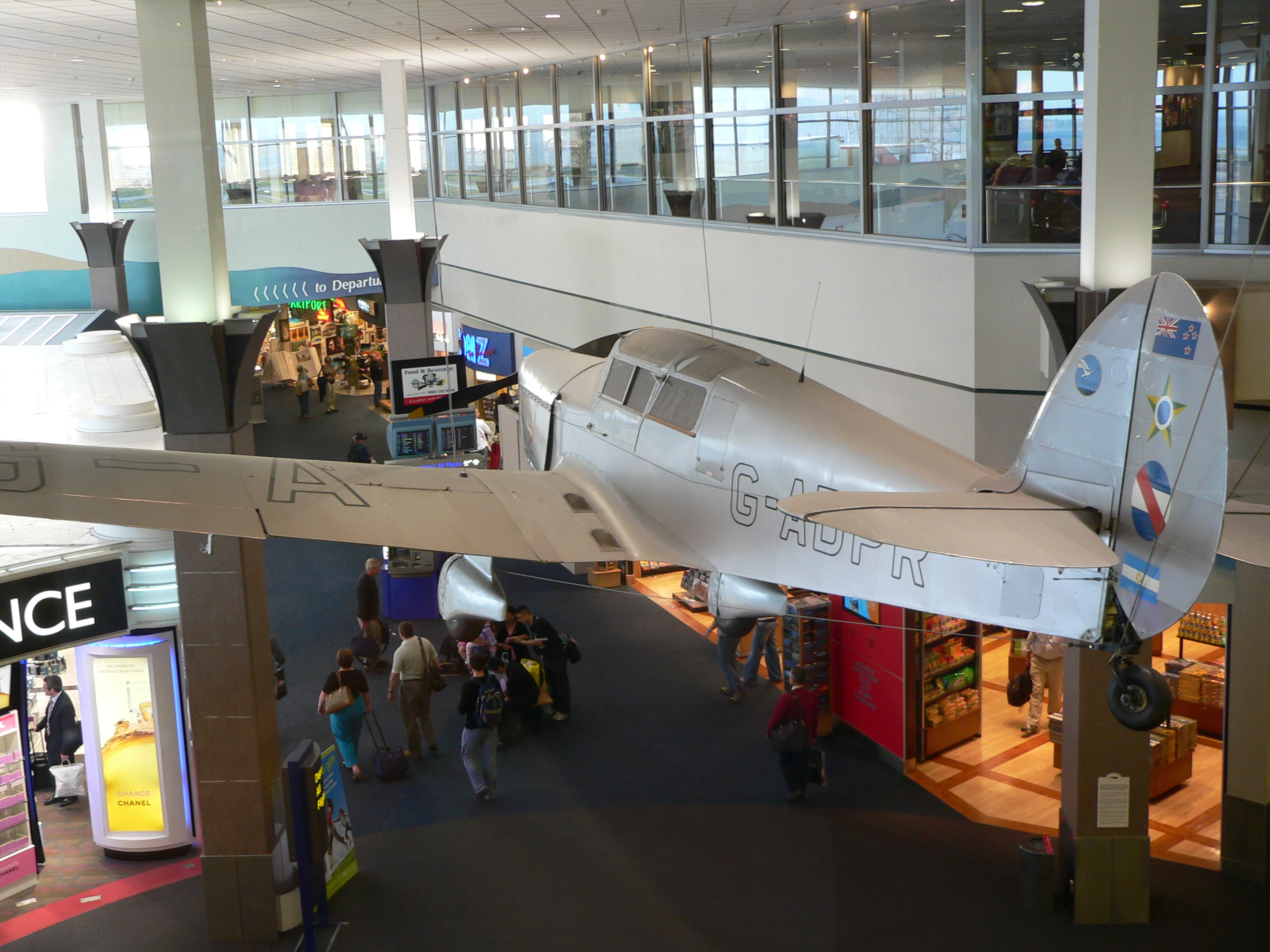
Samolot Percival Gull, którym latała Jean Batten

Jean Gardner Batten (ur. 15 września 1909 w Rotorua, zm. 22 listopada 1982 w Palma de Mallorca) – nowozelandzka pilotka, jedna z pierwszych kobiet zajmujących się lotnictwem. Posiadaczka wielu rekordów świata.

## Życiorys
Jean Batten pochodziła z Rotorua na Nowej Zelandii. W 1929 przypłynęła do Anglii, a w grudniu 1932 zaczęła latać. W maju 1934 ustanowiła nowy kobiecy rekord w samotnym przelocie Anglia – Australia, przebywając 16 900 km z Lympne w Kent do Darwin w czasie 14 dni, 22 godzin i 30 minut, bijąc rekord Amy Johnson z 1930 o ponad 4 dni. Następnie powróciła z Darwin do Lympne w czasie 17 dni, 16 godzin i 15 minut, dokonując jako pierwsza kobieta samotnego przelotu na trasie Australia – Anglia.
W 1935 została pierwszą kobietą, która samotnie przeleciała z Anglii do Ameryki Południowej, lecąc przez Afrykę Południową. Zgłosiła jako rekordy świata zarówno lot z Lympne do Natalu, jak i przelot przez południowy Atlantyk. W 1936 dokonała pierwszego przelotu do Nowej Zelandii, bijąc przy okazji rekord samotnego lotu na trasie Anglia – Australia. W rok później ustanowiła nowy rekord samotnego przelotu Australia – Anglia, stając się pierwszą posiadaczką rekordów w samotnym przelocie w obu kierunkach na tej trasie.

## Publikacje
- My Life, George G. Harrap and Company Limited, 1938